# David Loosli

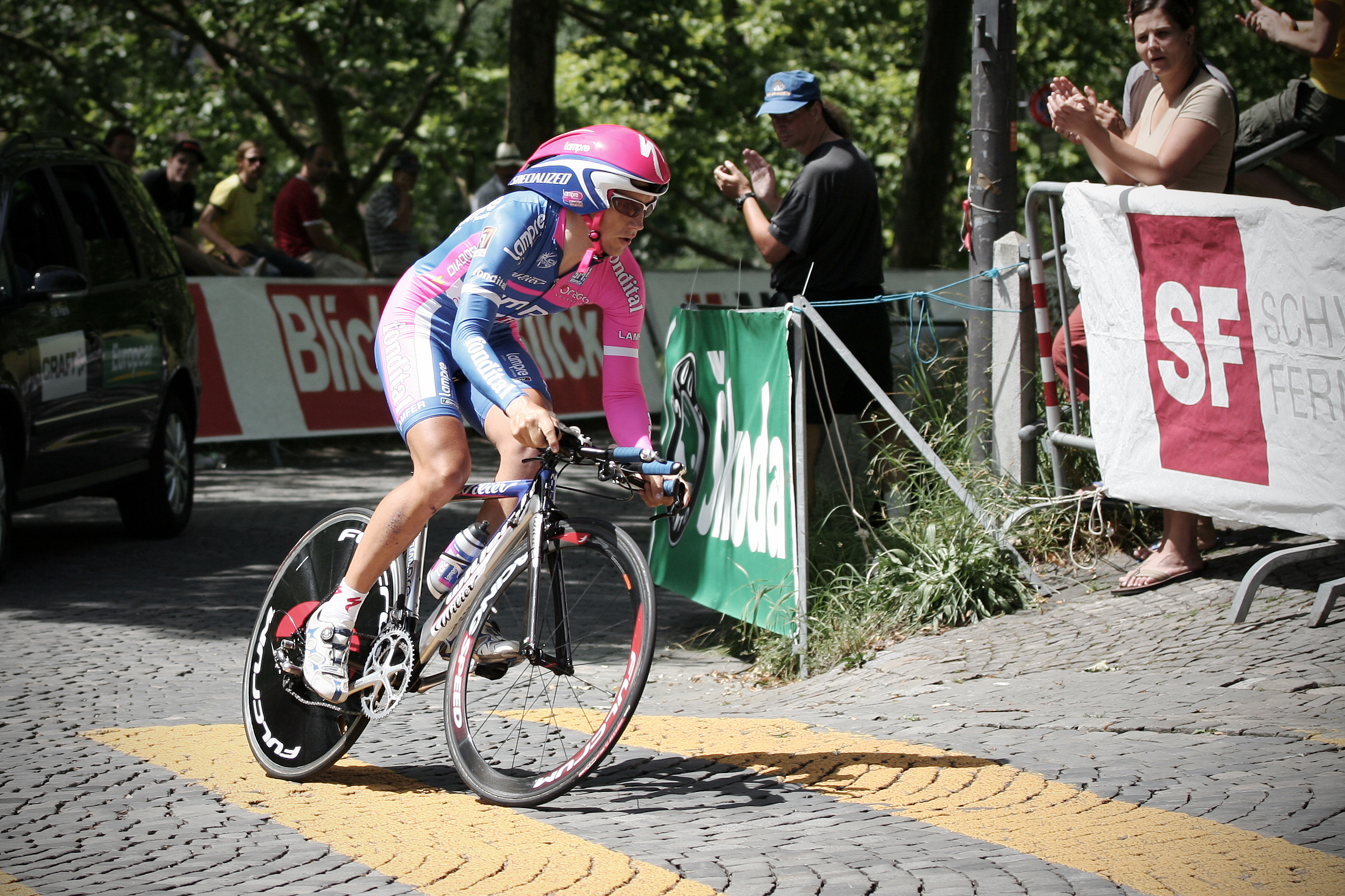
David Loosli under Schweiz runt 2007.

David Loosli, född 8 maj 1980 i Bern, är en schweizisk professionell tävlingscyklist. Han tävlar för det italienska UCI ProTour-stallet Lampre sedan 2005.
David Loosli började cykla seriöst 1992 och blev professionell 2004 med Saeco Macchine per Caffé. Under säsongen 2003 tävlade Loosli för Saeco-Romer's-Wetzikon. I slutet av säsongen 2003 fick Loosli prova på att vara professionell, som stagiaire, med proffsstallet Saeco Macchine per Caffé.
Loosli vann etapp 8 på det tjeckiska etapploppet Fredsloppet under säsongen 2004 före bland annat tyskarna Ralf Grabsch och Stephan Schreck.
I slutet av säsongen 2002 slutade Loosli trea på U23-världsmästerskapen i Zolder efter Francesco Chicchi och Francisco Gutierrez.
Under säsongen 2008 slutade Loosli tvåa på bergstävlingen i Schweiz runt efter Maksim Iglinskij. Under säsongen cyklade han Giro d'Italia 2008 och slutade på 63:e plats i etapploppet.
I april 2009 slutade Loosli trea på etapp 4 av Presidential Cycling Tour.

## Meriter
1998
3:a, Schweiziska juniormästerskapen - landsväg
2002
Etapp 6, Thüringen-Rundfahrt (U23)
Lyss
3:a, U23-världsmästerskapen i Zolder - landsväg
2003
Slutställning, Flèche du Sud
Etapp 3, Flèche du Sud
Bern - Oberbottigen
2004
Etapp 8, Fredsloppet
2006
Spurttävling, Romandiet runt
2007
3:a, Schweiziska nationsmästerskapen - landsväg
2008
2:a, bergstävlingen, Schweiz runt
2009
3:a, etapp 4, Presidential Cycling Tour

## Stall
- Saeco-Romer's-Wetzikon (Amatör) 2003
- Saeco Macchine per Caffé (Stagiaire) 2003
- Saeco Macchine per Caffé 2004
- Lampre-Caffita 2005
- Lampre-Fondital 2006–2007
- Lampre 2008
- Lampre-NGC 2009
- Lampre-Farnese Vini 2010
- Lampre-ISD 2011